# リアルゴールド
リアルゴールド（REAL GOLD）は、日本コカ・コーラ株式会社が1981年に発売した炭酸飲料である。

## 概要
発売当初は瓶入りのみだったが、途中から缶入りも発売されるようになり、現在は190ml缶が主力である。
「リアルゴールド」の名前の由来は、ビタミン入りの高級な栄養飲料としてふさわしいイメージをもつ名称として選ばれた。
リアルゴールドはブラックライトに当てると光る。その理由は、リアルゴールドに含まれているビタミンB2が紫外線を吸収し、可視光線として吐き出す構造を持っているためであり、（競合製品）オロナミンCでも同様のことが言える。尚、他の栄養ドリンクとは異なり、本製品にはカフェインが含まれていない（2019年より展開の「ドラゴンブースト」「リアルゴールドX/Y」を除く）。

## 「リアル」シリーズ
2004年に大容量版の「リアルタンク」を発売して以降ほぼ毎年「リアル」シリーズの新商品を展開しており、過去にはリアルゴールドにカフェインを追加した「リアルキアイダー」、カフェインとローヤルゼリーを追加した「リアル夏こそキアイダー」を発売していた。

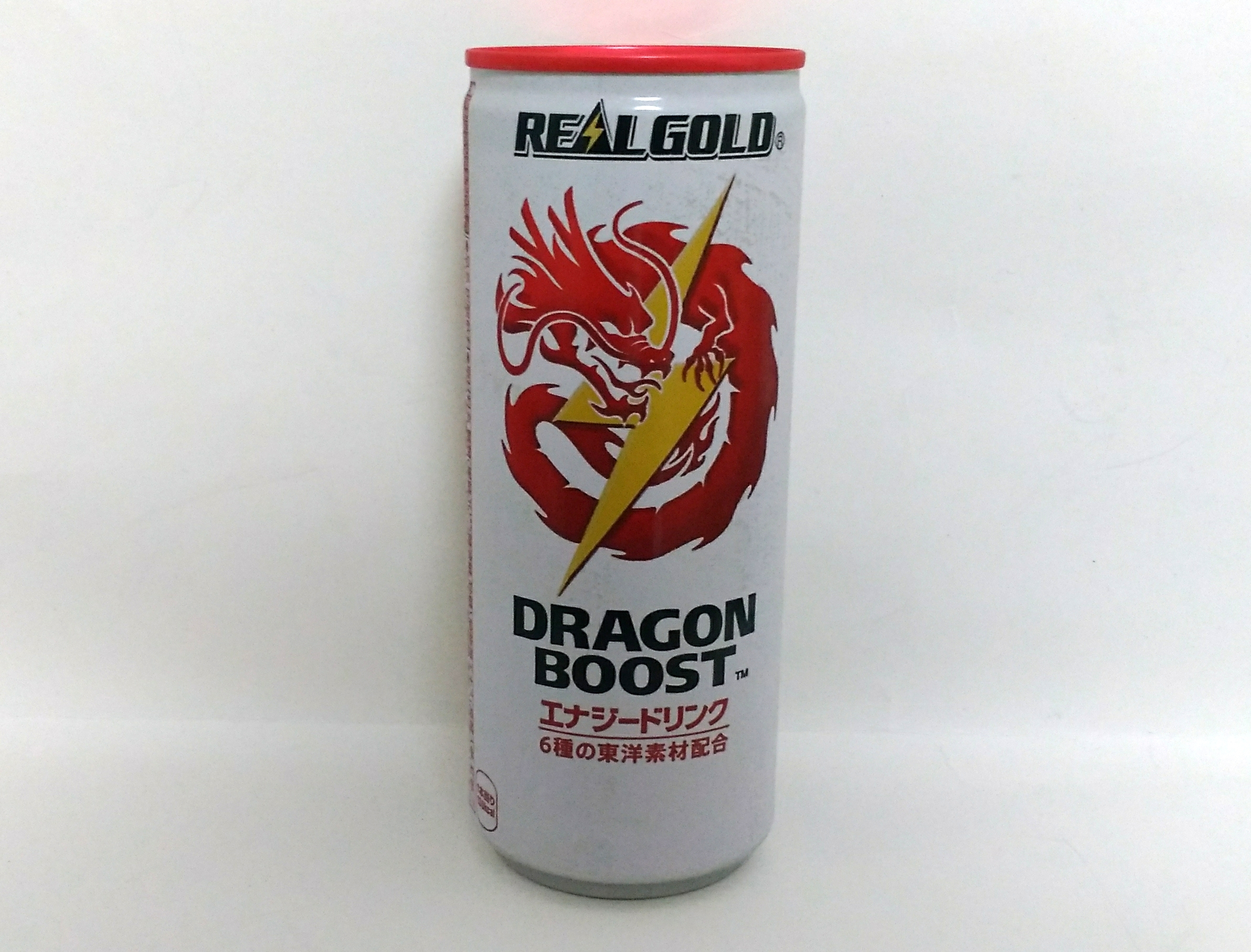
バリエーションの一つであるリアルゴールド ドラゴンブースト

2009年3月に「リアルゴールド」に集約・リニューアルした上で、カロリーを1/3以下に抑え、ポリフェノールやローヤルゼリー等の美容成分を配合、ベリーフレーバーに仕上げた「リアル」初の女性向け製品である「リアルゴールド カロリー1/3」を追加発売していた。
また、2008年以降は毎年夏季にローソン限定で大容量版の「リアル」シリーズの商品を展開しており、2012年は「リアルスパーク」が発売されていた。後に「リアルゴールド ウルトラチャージ（レモン）」として定番化。
2011年にはウコン由来のクルクミンとアラニンを配合し、飲みやすいパイナップルフレーバーとしたウコン炭酸飲料「リアルウコン」を発売している。
2016年にはDHAを配合した「リアルゴールドワークス」を発売していた。
2019年10月7日から2022年まで、薬日本堂の協力を受け、リアルゴールドをベースに高麗人参、紅参、シベリア人参、リュウガン、クコ、霊芝を配合した「リアルゴールド ドラゴンブースト」を販売していた。下述する「リアルゴールドX/Y」の発売に伴い、販売終了。
2022年5月16日より、YOSHIKIプロデュースの下、「リアルゴールドX/Y」を発売。「X」はロックの高揚感をコンセプトにガラナを配合、「Y」はクラシックの集中力をコンセプトにテアニンを配合することで、競合他社のエナジードリンクとの差別化を図っている。

## 主なCMキャラクター
- 立木義浩
- 三浦友和
- 藤岡弘、
- 田中邦衛
- 林家ぺー、Mr.オクレ、春一番
- 竹中直人（1990年代）
- アニマル浜口（リアルキアイダー）
- 魔裟斗（リアルゴールド カロリー1/3）
- WORLD ORDER（リアルゴールドワークス）
- 広瀬アリス
- 若林正恭（オードリー）
- 泉里香
- YOSHIKI